# Elk Mountain (Carbon County, Wyoming)
Der Elk Mountain ist ein 3401 m hoher Berg in den nördlichen Medicine Bow Mountains im Süden des US-Bundesstaates Wyoming. Er bildet das nördliche Ende der Snowy Range in den Medicine Bow Mountains und liegt 11 km südwestlich des Ortes Elk Mountain und 61 km von Rawlins entfernt. Er liegt südlich der Interstate 80 und gehört mit einer Prominenz von über 1000 Metern zu den prominentesten Bergen in Wyoming.

## Belege
1. ↑  Elk Mountain - Peakbagger.com. Abgerufen am 23. Januar 2021.
2. ↑  Wyoming Peaks with 2000 feet of Prominence - Peakbagger.com. Abgerufen am 23. Januar 2021.
3. ↑  GNIS Detail - Elk Mountain. Abgerufen am 23. Januar 2021.